# 가미키타가타촌
가미키타가타촌(上北方村)은 히로시마현 도요타군에 있던 촌이다. 현재의 미하라시의 일부에 해당한다.